# Historia ecclesiastica gentis Anglorum (Sankt Petersburg)

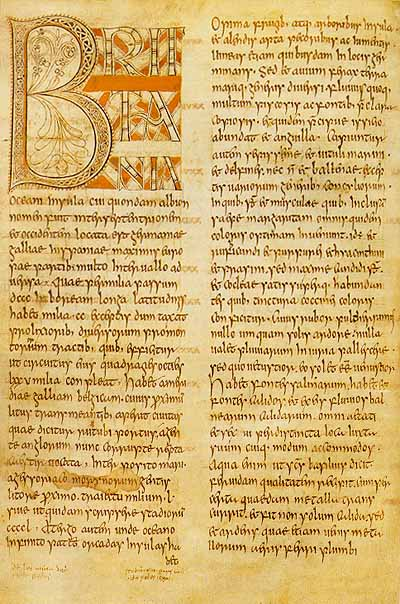

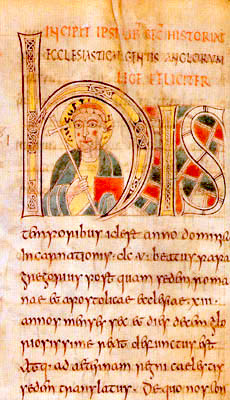
Initiale

Die Historia ecclesiastica gentis Anglorum ist eine Handschrift des gleichnamigen Werkes von Beda Venerabilis. Sie entstand zwischen 731 und 746 wahrscheinlich im Kloster Jarrow und ist die älteste erhaltene europäische Handschrift mit einer illuminierten Initiale.
Sie besteht aus 162 Seiten im Format 270 mm × 190 mm.
Zu Beginn des zweiten Kapitels ist im ersten Buchstaben der Kopf eines Heiligen abgebildet. Es ist unklar, welche Person gemeint war, von späterer Hand wurde „Augustinus“ (von Canterbury) hinzugefügt, wahrscheinlicher wäre Gregor der Große oder jemand anderes, die Tonsur lässt eine Christusdarstellung unwahrscheinlich erscheinen.
Die Handschrift befindet sich heute in der Russischen Nationalbibliothek in Sankt Petersburg unter der Signatur lat. Q. v. I. 18.